# Leptactina adolfi-friedericii
Leptactina adolfi-friedericii är en måreväxtart som beskrevs av Kurt Krause. Leptactina adolfi-friedericii ingår i släktet Leptactina och familjen måreväxter.
Artens utbredningsområde är Kongo-Kinshasa. Inga underarter finns listade i Catalogue of Life.